# Gotthard Kerkring

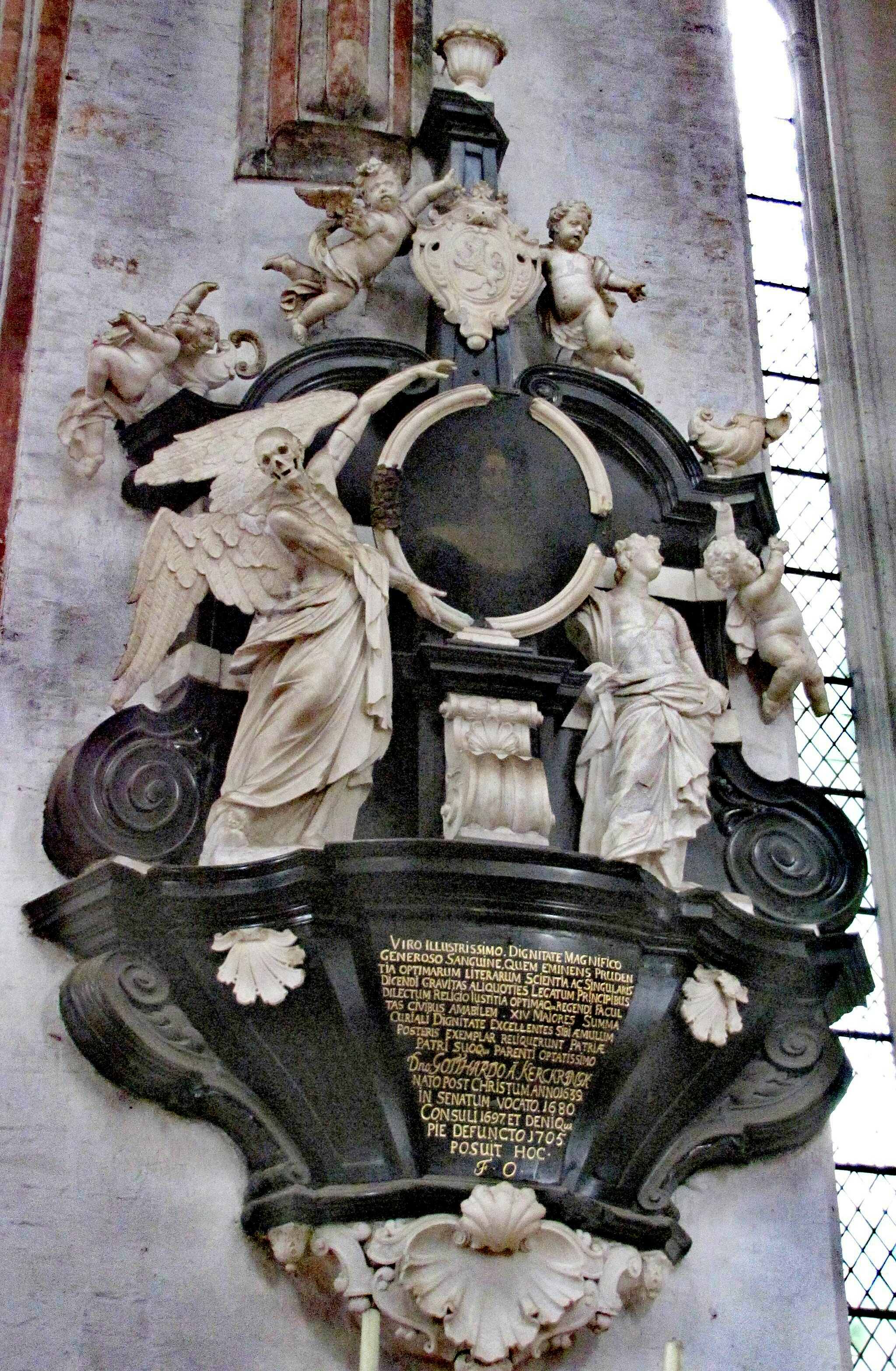
Epitaph in St. Marien

Gotthard Kerkring (* 1639 in Lübeck; † 16. Juni 1705 ebenda) war ein deutscher Bürgermeister der Hansestadt Lübeck.

## Leben
Gotthard Kerkring entstammte der alten Lübecker Ratsfamilie Kerkring. Er war Urenkel des Ratsherrn Hinrich Kerckring. Er immatrikulierte sich Ostern 1652 an der Universität Rostock. Seine Studien schloss er an der Universität Basel ab und kehrte erst nach einer anschließenden Grand Tour in seine Heimatstadt zurück. Er wurde 1669 Mitglied der Zirkelgesellschaft. In den Rat der Stadt wurde er 1680 gewählt und dort 1697 zum Bürgermeister bestimmt.

## Epitaph
Sein Epitaph in der Lübecker Marienkirche mit einer lateinischen Inschrift ist erhalten und ehrt ihn als Pater Patriae in Anlehnung an den Ehrentitel der Römischen Kaiser seit Augustus. Es wurde 1707 von dem Lübecker Bildhauer Hans Freese geschaffen.

## Werke
- Disputatio Inauguralis De Repressaliis. Decker, Basel 1665 (12:164629L im VD 17.)